# Tube (Klettern)

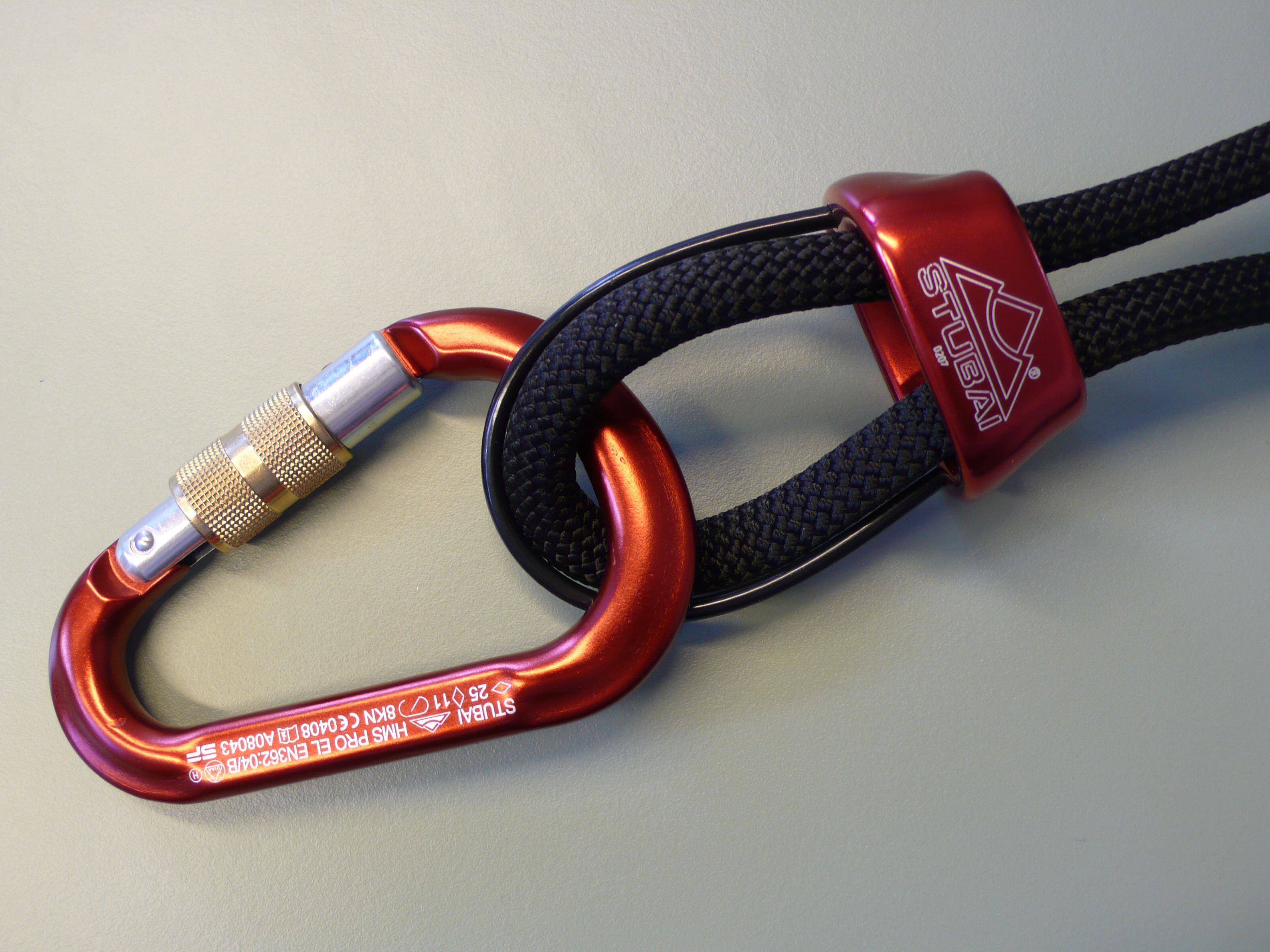
Tuber in Verbindung mit Seil und HMS-Karabiner

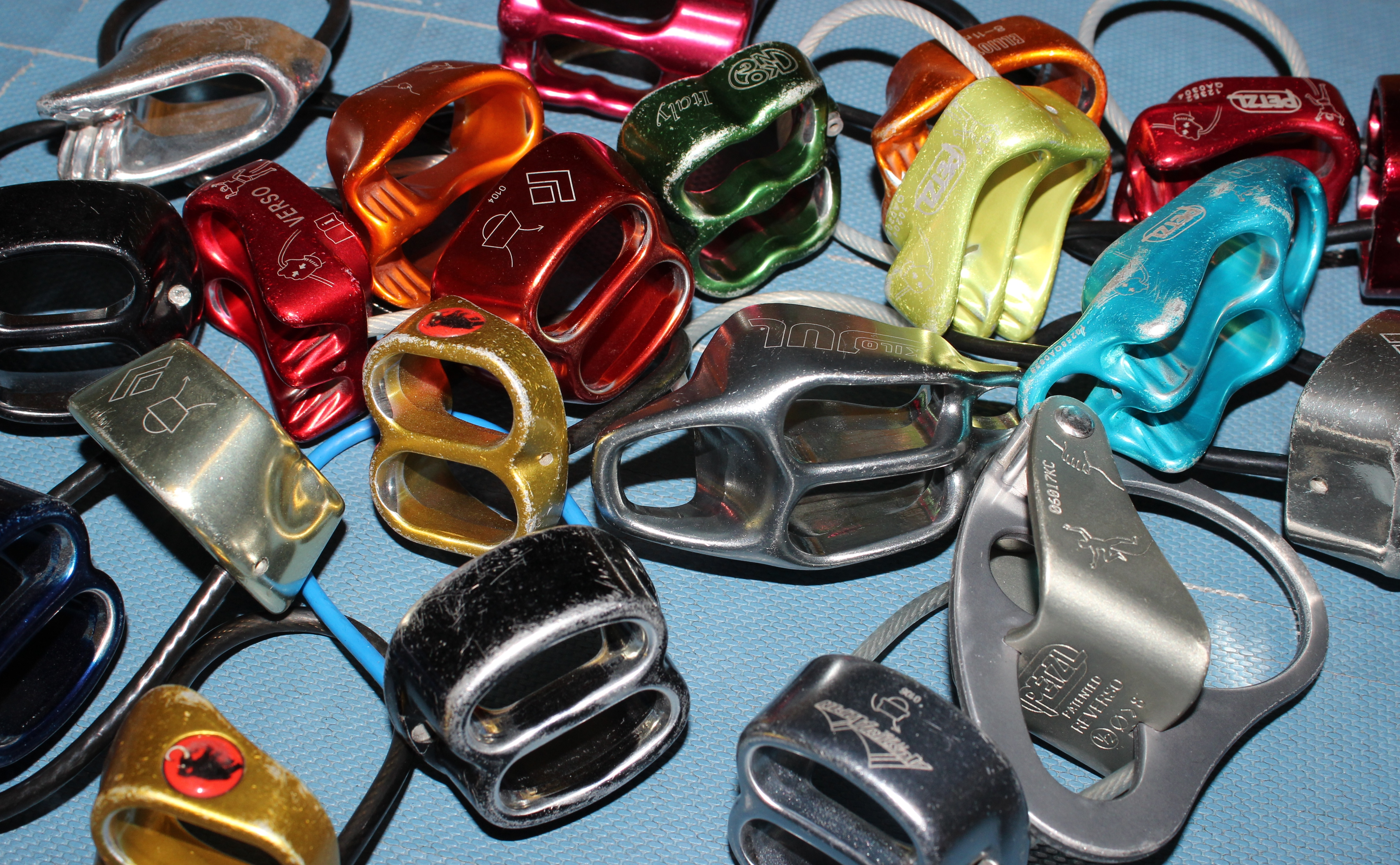
Verschiedene Tuber unterschiedlicher Hersteller

Der Tube oder Tuber ist ein röhrenförmiges Abseil- und Sicherungsgerät fürs Klettern. Er ist eine Weiterentwicklung der Stichtplatte.
Tubes werden üblicherweise beim Sport- und Hallenklettern zur Kameradensicherung mittels Körpersicherung verwendet. Sie besitzen eine dynamische Bremswirkung und ermöglichen ein schnelles Ausgeben und Einholen des Seiles. Tubes können zur Sicherung eines Kletterers sowohl im Toprope als auch beim Vorstieg verwendet werden, letzteres jedoch nur, wenn der Kletterer bei einem Sturz nicht direkt in die Vorstiegssicherung stürzen kann. Bei Verwendung einer Seilumlenkung oberhalb des Sicherungsgerätes können einfache Tubes auch zum Sichern von Kletterern im Nachstieg verwendet werden. In Europa zugelassene Geräte müssen der Norm EN 15151-2 genügen.
Moderne Varianten mit Ösen wie der ATC-Guide erlauben auch die Fixpunktsicherung von Nachsteigern ohne Umlenkung.

## Autotubes
Als Weiterentwicklung der Tubes gibt es selbstblockierende Geräte, die sogenannten „Autotubes“.

## Gefahren
Gefährlich ist das Sichern mit Tubes immer dann, wenn am Sicherungsgerät ein Sturzzug nach unten auftreten kann, bspw. wenn beim Alpinklettern bei einem Sturz vor der ersten Zwischensicherung oder bei sturzbedingtem Versagen der Zwischensicherungen der Vorsteiger tiefer als Sichernde fällt, d. h. über den Stand des Sichernden hinaus. Ebenso gefährlich ist das Sichern eines Nachsteigers ohne Verwendung einer verlässlichen Seilumlenkung oberhalb des Sicherungsgerätes mit Tubes, die nicht dafür ausgelegt sind. Bei diesen Konstellationen wirken bei der üblichen Tube-Bedienung Sturzzug und Bremshandkraft in dieselbe Richtung, sodass das Gerät zu wenig Bremskraft erzeugt, um einen Sturz halten zu können. In der Folge stürzt der Kletterer ggf. die gesamte Seillänge, bei ungesichertem Seilende mit nachfolgendem Komplettabsturz.